# Tjæreborg
Tjæreborg er en mindre by i Sydvestjylland med 2.876 indbyggere  (2024), beliggende i Tjæreborg Sogn, ca. midt imellem Bramming og Esbjerg. Byen ligger i Esbjerg Kommune og tilhører Region Syddanmark.
Tjæreborg har en større folkeskole, Tjæreborg Skole Signatur, med ca. 500 elever og et aktivt forenings og sportsliv i kraft af mange bosatte børnefamilier. Idrætten er forankret i foreningerne TIF & TGF (Tjæreborg Idrætsforening og Tjæreborg Gymnastikforening).
Byen er kendt i Danmark for at have huset og lagt navn til det tidligere Tjæreborg Rejser, startet af Tjæreborgs daværende præst Ejlif Krogager, og som i dag er en del af Spies Rejser. Byens nyeste boligkvarter nord for jernbanen, bebygget fra 2012 og frem, bærer hans navn.
Tjæreborg Kirke er fra 1200-tallet, og er rigt udsmykket med donationer fra adelsmanden Wenzel Rothkirch af Krogsgård.

## Kendte bysbørn
- Lasse Vigen Christensen - professionel fodboldspiller
- Nicolaj Køhlert og Kasper Køhlert - brødre med professionelle forboldkarrierer bag sig
- Sonja Richter - skuespiller
- Ejlif Krogager - præsten der stiftede Tjæreborg Rejser

## Historie
Landsbyen tjæreborg har i historisk tid bestået af Tjæreborg Sønderby og Tjæreborg Østerby adskilt af en grønning. Fra Sønderby har der været let adgang til naturhavnen Roborg Ladeplads (opkaldt efter en høj/knold på stedet kaldet Råbjerg/Roborg) hvor der foregik ind- og udskibning af varer, bl.a. tørv til Sønderho på Fanø og tømmer fra Norge. Ved ladepladsen opstod både en kro, Roborghus Kro, en tømmerhandel og købmand samt en officiel toldkontrolfunktion.
Med anlæggelsen af Esbjerg Havn og den deraf følgende jernbane mellem Lunderskov og Esbjerg blev aktiviteten på Roborg ladeplads mindre og byen der kendes i dag voksede frem omkring den nyanlagte station i Tjæreborg Østerby.

## Etymologi
Den præcise oprindelse af bynavnet er ukendt, men spekulationer går på at en borg eller fæstning, måske blot et højdedrag, har været markant i området. På kirkeklokken fra år 1400, som blev omstøbt i 1854, omtales byen som "Terboræ" og i kilder fra 1700-tallet er omtalt en middelalderborg kaldet "Borgegaard".
Førsteleddet "tjære" kunne tænkes at relatere sig til en historisk udvindelse af tjære, hvilket dog er udokumenteret og virker usandsynligt. Mere sandsynligt er at det er en videreudvikling af navnet på en vikingeborg navngivet til guden Tir/Tyr, Tirsborg, der ifølge sagn skulle have befundet sig et par kilometer nord for byen.
Igennem tiden har navnet udviklet sig således:
- 1292 Thierburgh
- 1306 Tiarburg
- 1324 Tiærburg
- 1340 Tyerburgh
- 1388 Tyerbergh
- 1400 Tierborg
- 1440 Terborch
- 1440 Thiæreborre
- 1500 Tyærburgh
- 1606 Thierreborg
- 1664 Thierreborig
- 1688 Tierreborg
- 1844 Tierreborg
- 1880 Tjæreborg